# بمب‌گذاری آمبولانس ۱۳۹۶ کابل
بمب‌گذاری آمبولانس ۱۳۹۶ کابل روز شنبه ۷ بهمن توسط بمبی که در یک آمبولانس جاسازی شده بود، رخ داد. این انفجار در منطقه‌ای از پایتخت افغانستان که مرکز سفارتخانه‌های خارجی و دفتر اتحادیه اروپا است دست‌کم ۱۰۳ کشته و دست‌کم ۲۳۵ زخمی بر جای گذاشت. ارگ ریاست جمهوری روز هشتم دلو را ماتم ملی اعلام کرد و دستور نیمه افراشته شدن پرچم‌های افغانستان و همچنین یک روز تعطیلی در شهر کابل را داد. از مقامات محلی نیز خواسته شد در سراسر کشور برای کشته‌شدگان مراسم ختم قرآن برگزار نمایند.

## شرح حادثه
روز شنبه ۷ بهمن ۱۳۹۶ ساعت ۱ بعد از ظهر به وقت محلی یک آمبولانس بمب‌گذاری شده در کابل پایتخت افغانستان در چهارراهی صدارت منطقه‌ای که مرکز ساختمان‌های سفارتخانه‌های خارجی، دفاتر وزیران افغانستان، کنسولگری هند، سفارت سوئد و دفتر اتحادیه اروپا منفجر شد، شدت انفجار در حدی بود که تعدادی از ساختمان‌های غیرمرتفع نیز تخریب شدند. همین‌طور ده‌ها وسیله نقلیه در این انفجار از بین رفتند. بنابر گفته معاون سخنگوی وزارت کشور افغانستان راننده آمبولانس به بهانه اینکه بیماری در داخل آمبولانس دارد بازرسی اول را رد کرده بود ولی در بازرسی دوم شناسایی می‌شود ولی قبل از اینکه نیروهای امنیتی به او شلیک کنند راننده آمبولانس خودرو را منفجر می‌کند.

## کشته و زخمی
در این انفجار دست‌کم ۱۰۳ نفر جان خود را از دست دادند و دست‌کم ۲۳۵ نفر زخمی شده‌اند که تعدادی از زخمی‌ها در وضعیت وخیمی به سر می‌برند. بیشتر قربانیان این حمله غیرنظامی بوده‌اند.

## مظنونین
گروه طالبان مسئولیت این انفجار را به‌عهده گرفته‌است. به گفته معاون سخنگوی وزارت کشور افغانستان ۴ نفر در رابطه با این حمله دستگیرشده‌اند و مورد بازجویی قرار گرفته‌اند. دولت افغانستان ضمن محکوم کردن این اقدام غیرانسانی، پاکستان را به همکاری با مهاجمان محکوم کرد، پاکستان ادعای همکاری با نظامیان مهاجم را رد می‌کند.

## پیشینه
یک هفته پیش از این در ۳۰ دی ۱۳۹۶ ساعت ۹ شب ۲۰ نفر که ۱۵ نفر آن‌ها تبعه خارجی بودند در حمله مسلحانه به هتل اینترکنتیننتال کابل کشته و ده‌ها نفر مجروح شدند.

## واکنش‌ها

### داخلی
- افغانستان اشرف غنی احمدزی با اشاره به اینکه تروریسم وارد مرحله گسترده تهدید جهانی شده‌است گفت: افغانستان در خط نخست این نبرد جهانی قرار دارد.[۹]
- افغانستان عبدالله عبدالله رئیس اجرائیه دولت وحدت ملی در صفحه تویتتر خود این حادثه را محکوم و آن را جنایت جنگی اعلام کرد و گفت: عاملان این حادثه به جزای خود خواهند رسید.[۹]

### خارجی و بین‌المللی
- ایالات متحده آمریکا سفارت آمریکا در کابل این حمله را محکوم کرد و بر همکاری خود و دبیرکل ناتو و دفتر سازمان ملل با دولت افغانستان تأکید کرد. دونالد ترامپ، رئیس‌جمهوری آمریکا یک روز پس از بمب‌گذاری مرگبار در کابل خواهان اقدام قاطع علیه طالبان شد.[۱۰] جان باس، سفیر آمریکا در کابل، در توییتی نوشته‌است: «این حملهٔ بزدلانه و بی‌رحمانه و عاملان آن را محکوم می‌کنم».[۷]
- سازمان ملل متحد دفتر سازمان ملل نیز این حمله را محکوم کرده و بر مذاکرات سیاسی صلح به عنوان تنها راه حل برای پایان خشونت در افغانستان انگشت گذاشته‌است.
- بریتانیا  فرانسه  آلمان کشورهای بریتانیا، فرانسه و آلمان این حمله را محکوم کرده‌اند.[۱۱] با دستور آنه هیدالگو شهردار پاریس چراغ‌های برج ایفل به عنوان نماد شهر پاریس فرانسه به احترام قربانیان حمله تروریستی در کابل پایتخت افغانستان، در خاموشی فرورفتند. وی در پیامی در شبکه اجتماعی نوشت: «پاریس و مردم این شهر در کنار مردم افغانستان که بار دیگر هدف حمله تروریستی وحشیانه قرار گرفته‌اند است».[۱۲]
- پاپ فرانسیس، رهبر کاتولیک‌های جهان نیز در سخنانی در میدان سن پیترو واتیکان حملات تروریستی در افغانستان را مورد انتقاد قرار داده و پرسیده‌است که مردم تا کی باید اینگونه خشونت‌های غیرانسانی را تحمل کنند.[۱۰]